# حمله ۲۰۰۷ فرودگاه گلاسکو
حمله ۲۰۰۷ فرودگاه گلاسکو (انگلیسی: 2007 Glasgow Airport attack) یک حمله تروریستی همراه با شلیک بود که در ۳۰ ژوئن ۲۰۰۷ بوقوع پیوست، در ساعت ۱۵:۱۱، زمانی که یک خودروی جیپ چروکی سبز تیره مملو از پارافین پروپان بطرف درب‌های شیشه ای ترمینال فرودگاه بین‌المللی گلاسگو حرکت کرد و آنرا به آتش کشید. این اولین حمله تروریستی بود که پس از پرواز شماره ۱۰۳ پان‌آم لاکربی در سال ۱۹۸۸ در اسکاتلند انجام گرفت. این حمله سه روز پس از ملاقات نخست‌وزیر اسکاتلند با گوردون براون نخست‌وزیر انگلیس انجام شد ولی شماره ۱۰ خیابان داونینگ هر گونه رابطه ای بین حمله و این دیدار را رد کرد. در یک ارتباط نزدیک روز بعد یک ماشین بمبگذاری شده ۲۰۰۷ لندن منفجر شد. اگر چه درهای ترمینال فرودگاه آسیب دیده بودند، ولی تیرک مهار امنیتی در جلوی ورودی مانع از ورود ماشین به داخل ترمینال، که در آن ۴۰۰۰ نفر حضور داشتند شد، و از کشتار زیاد مردم جلوگیری کرد.
راننده خودرو به شدت در آتش‌سوزی سوخت و پنج نفر از مردم مجروح شدند. برخی از مجروحین کسانی بودند که به پلیس در بازداشت مهاجمین کمک کرده بودند.
هر دو نفر از مهاجمان خودرو در صحنه دستگیر شدند و همه زخمی‌ها به بیمارستان سلطنتی الکساندرا در نزدیکی پیزلیمنتقل شدند. طی سه روز، ااسکاتلندیارد تأیید کرد که هشت نفر در ارتباط با این حادثه و در لندن دستگیرشده‌اند.
پلیس این دو مرد را بلال عبدالله، متولد بریتانیا، مسلمان، پزشک، عراقی‌تبار، که در بیمارستان سلطنتی الکساندرا مشغول به کار بود، شناسایی کرد. وکافیل احمد، همچنین به نام خالد احمد، مهندس و راننده، تحت درمان برای سوختگی‌های شدید در همان بیمارستان بستری شد. یک روزنامه استرالیایی ادعا کرد که یک یادداشت خودکشی نشان داد که این دو قصد انجام عملیات انتحاری داشته‌اند. کافیل احمد در ۲ اوت از آسیب‌های وارده جان سپرد. بعد از آن بلال عبدالله به اتهام توطئه به قتل محاکمه شد و به مدت ۳۲ سال محکوم به زندان شد.

## رویدادها

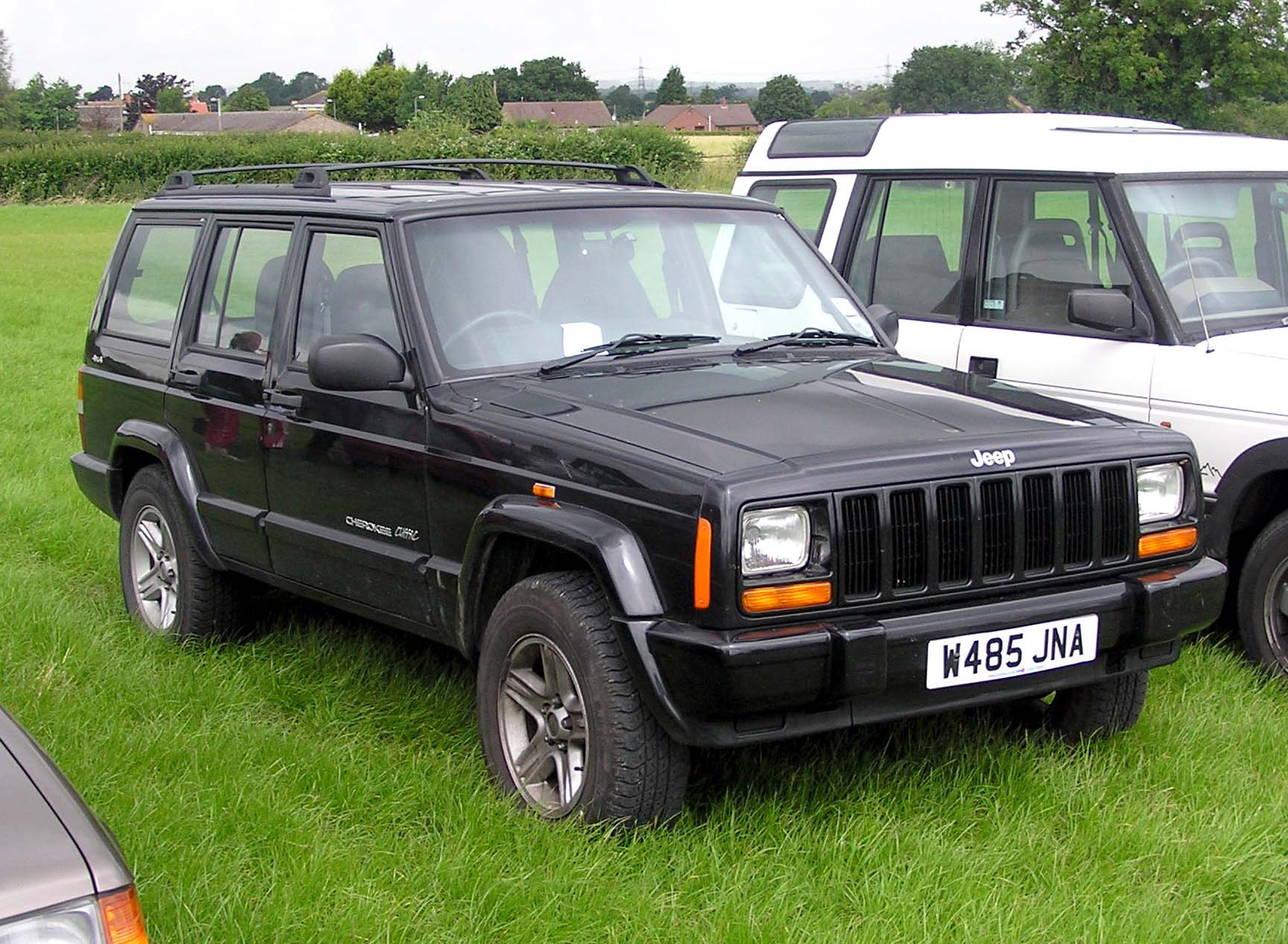
یک جیپ چروکی، شبیه به خودروی استفاده در حملات

جیپ چروکی (ایکس‌جی) تیره سبز، شماره ثبت L808 RDT, با سرعت حدود ۳۰ مایل در ساعت (۴۸ کیلومتر / ساعت)، در یک عملیات تروریستی تهاجمی به تیرک آهنی امنیتی در جلوی ورودی اصلی ترمینال فرودگاه بین‌المللی گلاسگو زد. گزارش شده‌است که وسیله نقلیه چندین گالن بنزین و کپسول‌های گاز پروپان به همراه داشته‌است. یکی از شاهدان عینی گفت که شعله‌های آتش‌سوزی از زیر ماشین پس از برخورد با ساختمان، بیرون می‌زد، در حالی که یکی دیگر از شاهدان عینی می‌گوید، راننده سعی داشت از طریق منافذ وارد ساختمان ترمینال اصلی شود. براساس گزارش‌ها، این ماشین توسط دو مرد آسیایی کنترل می‌شد.
هنگامی که جیپ منفجر نشد، یک مرد (که بعدها به عنوان عبدالله شناخته شد) بمب‌های بنزینی را از صندلی مسافر برداشت و دیگری (احمد) بنزین را ریخت و به آتش کشید. پلیس اعلام کرد که خودرو زمانی که بطرف ترمینال حرکت می‌کرد، شعله‌ور شد. یک شاهد عینی خاطر نشان کرد که یک مرد از ماشین خارج شد و با پلیس درگیرشد. یکی دیگر از شاهدان عینی گفت که این مرد با مشت گره کرده بارها و بارها فریاد می‌زد «الله».

## هویت حمله کنندگان
مرد دستگیرشده که بعداً با نام بلال عبدالله، شناسایی شد، دکتر و در بریتانیا متولدشده و عراقی‌تبار بود و در بیمارستان سلطنتی الکساندرا مشغول کار بود. مرد دیگر در حالی که شعله‌ور بود از ماشین خارج شده و به طرف داخل ساختمان ترمینال حرکت می‌کرد و قبل از اینکه توسط یکی از کارکنان فرودگاه، بنام جان اسمیتون، مورد اصابت لگد قرار گیرد در حال افتادن بر روی زمین بود،
به این کارمند به خاطر شجاعت مدال شجاعت ملکه اهدا شد. روزنامه اسکای نیوز گزارش داد که بنزین از ظروفی که در دست اشخاصی که از خودرو خارج می‌شوند، پخش می‌شد. سخنگوی. پلیس استراتکلاید تأیید کرد که دو مرد در ماشین دستگیرشدند. یکی از آنها شدت سوخته بود. این مرد ابتدا به بیمارستان سلطنتی الکساندرا در پازلی منتقل شد وی قبل از انتقال به بخش مراقبت‌های ویژه در بیمارستان سلطنتی گلاسگا به دلیل داشتن یک واحد متخصص سوختگی، در ۲ اوت درگذشت. جیپ در اوایل صبح روز یکشنبه ۱۱ ژوئیه برداشته شد و قبل از اینکه فرودگاه به حالت عادی برگردد، پروازهای فرودگاه تا حدودی بازشد.